# 陈楸帆
陈楸帆（Stanley Chan，1981年11月30日—），中国大陆科幻作家，出生于广东省汕头，為中国更新代代表科幻作家之一，以现实主义和新浪潮风格而著称，被视为“中国的威廉‧吉布森”。陈楸帆曾在百度（2007-2008年、2013-2015年）、Google（2008-2013年）工作，从事市场营销、商务合作、品牌推广等工作，目前为诺亦腾科技有限公司品牌副总裁，专注于动作捕捉技术及虚拟现实领域。他同时还身为影视编剧、剧本顾问、专栏作家，并频繁受邀出席各类公众活动，发表于科技、科幻、媒体、影视相关领域的见解观点。

## 影响

### 译作输出
与星云奖、雨果奖双料作家刘宇昆建立深厚友情，包括《丽江的鱼儿》、《沙嘴之花》、《鼠年》等多作由其翻译成英文版，并发表在《Clarkesworld》、《F&SF》、《Lightspeed》、《Interzone》等欧美主流科幻奇幻杂志并获得广泛赞誉，在其中许多媒体都是作为首位中国作家登台亮相，从而扩大了个人和中国科幻文学的国际影响力，其中《丽江的鱼儿》更是获得了第二届科幻奇幻翻译奖最佳短篇奖（Science Fiction & Fantasy Translation Award / Short Form）。另一方面，英国作家、编剧乔纳森·克莱门茨，也对陈的作品在英语界作了推广之力。
瑞典汉学家、翻译家陈安娜作为莫言、余华、苏童、韩少功的瑞典文译者，也对陈楸帆作品高度关注并将其作品翻译成瑞典文。

### 科幻传播
陈多次在《周末画报》、《LIME》等杂志上与韩松、刘慈欣、刘宇昆等人进行对谈，并将他们以自己的视角推广向潜在的读者群。同时他也是极为活跃的科幻活动者及演说者，经常受邀出席科技、媒体、电影及创作相关的公众活动，向大众传播展示科幻的魅力及可能性。

## 作品创作

### 出版作品
- 2006年 《星云4：深瞳》 中篇作品合集（与飞氘、七月合著）
- 2012年 《薄码》 作品集
- 2013年 《荒潮》 长篇小说
- 2014年 《深瞳》 作品集（收录《深瞳》与《坟》）
- 2015年 《未来病史》 作品集
- 2016年 《银带》 翻译，原著：Kevin Kelly
- 2017年 《后人类时代》 作品集

### 译作概述
- 《坟》，原作发表于《科幻世界》2004年第5期
  - 英文版《The Tomb》由 Denovo翻译，发表于《World SF Apex Book II》
  - 意大利文版收录于文集《Alia6》

- 《丽江的鱼儿们》，原作发表于《科幻世界》2006年第5期
  - 英文版《The Fish of Lijiang》由刘宇昆翻译，发表于《Clarkesworld》#59及刘宇昆主编的选集《The Invisible planet》
  - 瑞典文由陈安娜翻译，发表于《Caravan》亚洲文学专号。
  - 波兰文版发表于《Nowa Fantastyka》
  - 芬兰语版发表于《Spin》2015年2期
  - 西班牙文版《The Invisible Planet》

- 《沙嘴之花》，原作发表于《少数派报告》2012年6月
  - 英文版《The flower of Shazui》由刘宇昆翻译，发表于《Interzone》 #243 及刘宇昆主编的选集《The Invisible planet》,《Strange Horizon》2017年reprint
  - 西班牙文版《The Invisible Planet》

- 《鼠年》，原作发表于《科幻世界》2009年第5期
  - 英文版《The Year of Rats》由刘宇昆翻译，发表于《Fantasy & Science Fiction》2013年7/8月号，并被收入由Jeff Vandermeer主编的《Year's Best Weird Fiction #1》及刘宇昆主编的选集《The Invisible planet》
  - 日文版由中原尚哉翻译，发表于〈S-Fマガジン〉2014年5月号（早川書房）
  - 波兰文《Rok szczura》由Piotr Kosiński翻译，发表于《Nowa Fantastyka》#374
  - 捷克语版发表于《XB-1》
  - 意大利文版《Year's Best Weird Fiction #1》
  - 西班牙文版《The Invisible Planet》

- 《无尽的告别》，原作发表于《科幻世界》2011年第11期
  - 英文版《The Endless Farewell》由刘宇昆翻译，发表于《Pathlight》 2013年春季号

- 《猫的鬼魂》，原作发表于《魑魅魍魉》（长江文艺出版社2012年12月）
  - 英文版《The Mao Ghost》由刘宇昆翻译，发表于《Lightspeed》, March 18, 2014

- 《天使之油》，原作发表于《文艺风赏》2013年11月刊
  - 英文版《The Oil of Angel》由刘宇昆翻译，发表于Neil Clarke主编的选集《Upgraded》

- 《开光》，原作发表于《离线-黑客》，2015年1月
  - 英文版《Coming of the light》由刘宇昆翻译，发表于《Clarkesworld》#102
  - 意大利文版收录于《Nebula》，由Chiara Ciga翻译

- 《霾》，原作发表于《新幻界》2010年1月刊
  - 英文版《The Smog Society》由刘宇昆与Carmen Yiling Yan翻译，发表于《Lightspeed》及收入由John Joseph Adams编辑的气候小说选集《Loosed upon the world》
  - 法文版由Gwennaël Gaffric（關首奇） 翻译并发表在法國亞洲文學期刊《Jentayu》
  - 波兰文版发表于波兰科幻杂志《Fantastyka Wydanie Specjalne》

- 《巴鳞》，原作发表于《人民文学》2015年7月刊
  - 英文版《Balin》由刘宇昆翻译，发表于《Clarkesworld》#115
  - 日文版发表于《灯火》（人民文学日文版）

- 《未来病史》，原作发表于《文艺风赏》2011年第4-12期
  - 英文版《Future History of Illnesses》由刘宇昆翻译，发表于《Pathlight》 2016年第2期
  - 日文版发表于《灯火》（人民文学日文版）2017年第2期

- 《过时的人》，原作发表于《科幻世界》2010年第4期
  - 英文版《A Man out of Fashion》由刘宇昆翻译，发表于《Clarkesworld》#131

- 《G代表女神》，原作发表于《文艺风赏》2011年第12期
  - 英文版《G is for Goddess》由Thomas Moran翻译，收录于小说集《The sound of salt forming》

### 创作年表
| 年份   | 作品                                                  | 发表 |
| ------ | ----------------------------------------------------- | --- |
| 1997年 | "诱饵"                                                | 《科幻世界》1997年第1期                                                                                                   |
| 2000年 | "O"                                                   | “庄子杯”北京高校原创科幻大奖赛 2000年                                                                                     |
| 2004年 | "坟" 意大利文版 "The Tomb" 英文版 "The Tomb"          | 《科幻世界》2004年第5期、短篇集《薄码》2012年 《Alia6》2010年 《The Apex Book of World Science Fiction》2010年            |
| 2005年 | "亲爱的，我没电了"                                    | 《科幻文学秀》2005年第4期 短篇集《薄码》2012年                                                                            |
| 2005年 | "涟漪"                                                | 《科幻文学秀》2005年第6期 短篇集《薄码》2012年                                                                            |
| 2005年 | "曼陀罗夜曲"                                          | 《科幻文学秀》2005年第8期                                                                                                 |
| 2005年 | "林中语"                                              | 《科幻文学秀》2005年第10期                                                                                                |
| 2006年 | "最后的诱惑"                                          | 《科幻世界》2006年第2期                                                                                                   |
| 2006年 | "丽江的鱼儿们" 英文版 "The Fish of Lijiang"           | 《科幻世界》2006年第5期、短篇集《薄码》2012年 《Clarkesworld Magazine》2011年8月                                          |
| 2006年 | "甯川洞记"                                            | 台湾奇幻艺术奖青龙奖 2005年 《世界科幻博览》2006年第5期                                                                   |
| 2006年 | "谙蛹"                                                | 《世界科幻博览》2006年第6期 短篇集《薄码》2012年                                                                          |
| 2006年 | "先知"                                                | 《科幻世界》2006年第8期                                                                                                   |
| 2006年 | "深瞳" 中篇小说                                       | 《星云4：深瞳》2006年9月                                                                                                  |
| 2006年 | "夜生"                                                | 《飞·奇幻世界》2006年第12期                                                                                               |
| 2007年 | "抽象"                                                | 《幻想1+1》2007年1月号 |
| 2007年 | "彩虹尽头"                                            | 《幻想1+1》2007年2月号 |
| 2007年 | "递归之人"                                            | 《科幻世界》2007年第2期 短篇集《薄码》2012年                                                                              |
| 2007年 | "四喜贩卖屋第三回：致死不渝的金牙K"                   | 《飞·奇幻世界》2007年3期                                                                                                  |
| 2007年 | "第七愿望"                                            | 《科幻世界》2007年7期 短篇集《薄码》2012年                                                                                |
| 2007年 | "吉米"                                                | 《世界科幻博览》2007年7期                                                                                                 |
| 2007年 | "四喜贩卖屋：四喜年终表彰大会"                        | 《飞·奇幻世界》2007年12期                                                                                                 |
| 2008年 | "四喜贩卖屋之零八东游记第四回：喋喋不休大冒险"        | 《飞·奇幻世界》2008年4期                                                                                                  |
| 2009年 | "一日天堂"                                            | 《时尚先生》2009年1期 |
| 2009年 | "双击"                                                | 《科幻世界》2009年1期 短篇集《薄码》2012年                                                                                |
| 2009年 | "鼠年" 英文版 "Year of the Rat"                       | 《科幻世界》2009年5期、短篇集《薄码》2012年 《The Magazine of Fantasy & Science Fiction （页面存档备份，存于）》2012年9月 |
| 2009年 | "丧尸"                                                | 《大众软件》2009年8期 "丧尸InC" 短篇集《薄码》2012年                                                                      |
| 2009年 | "虚拟的爱"                                            | 《科幻世界》2009年增刊 短篇集《薄码》2012年                                                                               |
| 2009年 | "春娇与志明"                                          | 《少年贩》第一期 |
| 2009年 | "老李"                                                | 《少年贩》第一期 短篇集《薄码》2012年                                                                                     |
| 2009年 | "驻马听"                                              | 《少年贩》第一期 |
| 2009年 | "行路难"                                              | 《少年贩》第一期 |
| 2010年 | "霾" 英文版 "The Smog Society" （页面存档备份，存于） | 《新幻界》2010年1月刊 、 短篇集《薄码》2012年 《Lightspeed Magazine》 2015年63期                                          |
| 2010年 | "派对之死" 粤语小说                                   | 《LIME》2010年1期 |
| 2010年 | "心机"                                                | 《科幻世界》2010年3期 短篇集《薄码》2012年                                                                                |
| 2011年 | "开窍"                                                | 《天南》2011年第二期 短篇集《薄码》2012年                                                                                 |
| 2011年 | "无尽的告别"                                          | 《科幻世界》2011年12期 |
| 2011年 | "G代表女神"                                           | 《文艺风赏·英雄主义》2011年12月                                                                                           |
| 2011年 | "大脑App之流年"                                       | 果壳网微科幻 |
| 2012年 | 《薄码》 短篇集（包括首发"颐和园"、"痛感超人"等18篇） | 百花文艺出版社2012年1月                                                                                                   |
| 2012年 | "动物观察者"                                          | 《最小说》2012年第5期 |
| 2012年 | "沙嘴之花" 英文版 "The Flower of Shazui"              | 《少数派报告》2012年6月 《Interzone》2012年11/12月                                                                        |
| 2012年 | "荒潮" 长篇小说                                       | 《最小说》2012年8月-2013年1月刊                                                                                           |
| 2012年 | "犹在镜中"                                            | 《科幻世界》2012年第12期                                                                                                  |
| 2012年 | "猫的鬼魂"                                            | 《魑魅魍魉》2012年12月 |
| 2012年 | "未来病史"                                            | 《文艺风赏》月度专栏（共9期）                                                                                             |
| 2012年 | "终极礼物"                                            | 果壳网微科幻 “末日十日谈”之九                                                                                             |
| 2013年 | 《荒潮》 长篇小说、单行本                             | 长江文艺出版社2013年1月                                                                                                   |
| 2013年 | "迷幻史"                                              | 《最小说》2013年4月 |
| 2013年 | "愿你在此"                                            | 《芭莎男士》2013年第5期                                                                                                   |
| 2013年 | "万物归于其是"                                        | 《芭莎男士》2013年第6期                                                                                                   |
| 2013年 | "天使之油"                                            | 《文艺风赏》2013年第12期                                                                                                  |
| 2013年 | "2063：阅读阅读"                                      | 《北京青年报》2013年12月27日                                                                                              |
| 2014年 | "造像者"                                              | 《文艺风赏》2014年5月刊                                                                                                   |
| 2014年 | "过时的人"                                            | 《科幻世界》2014年10月刊                                                                                                  |
| 2014年 | "变化,形式与精神——2048科幻星云奖获得者访谈录"         | 《课堂内外（初中版）》2014年7-8月合刊                                                                                     |
| 2015年 | "开光"                                                | 《离线》2012年2月刊 |
| 2015年 | "迷幻史"                                              | 《最小说》2015年5月-9月连载                                                                                               |
| 2015年 | "巴鳞"                                                | 《人民文学》2015年7月 |
| 2015年 | 《未来病史》 短篇小说集                               | 长江文艺出版社2015年7月                                                                                                   |
| 2015年 | "欢迎来到萨呣拿"                                      | 《上海文学》2015年12月 |
| 2016年 | "仰光在燃烧"                                          | 《科幻世界》2016年5月刊                                                                                                   |
| 2016年 | "虚拟的胜利"                                          | 歌德学院未来奥运专题 |
| 2016年 | "未来病史"英文版                                      | 《Pathlight》2016年第2期                                                                                                  |
| 2017年 | "春天的故事"                                          | 《不存在日报》科幻春晚 |
| 2017年 | "未来的爱情是W型的"                                   | 《时尚Cosmo》2017年1月 |
| 2017年 | "那个发现了三体世界的人失踪了"                        | 《三体》舞台剧预热小说 |
| 2017年 | Oblivion is a crease of Memory                        | Xprize基金会ANA“Seat14c”项目（刘宇昆翻译）                                                                                |
| 2017年 | The Snail Generation                                  | Xprize基金会“Future of housing”项目（刘宇昆翻译）                                                                         |
| 2017年 | "怪物同学会"                                          | 《青年文学》2017年10月 |
| 2017年 | "美丽新世界的孤儿"                                    | 《花城》2017年11月 |

※ 未注明皆为短篇作品

### 其它创作
| 年份   | 作品                                               | 发表                           |
| ------ | -------------------------------------------------- | ------------------------------ |
| 2010年 | "韩松：诡异边缘的男人" 人物专稿                    | 《LIME》2010年1期              |
| 2011年 | "Back to the Future" 专题报道                      | 《The World of Chinese》第二期 |
| 2011年 | "80s Generation,Grown Old before Glow up" 专题报道 | 《The World of Chinese》第四期 |
| 2012年 | "刘慈欣×刘宇昆：关于科幻的十问十答" 人物访谈       | 《周末画报》2012年12月1日      |
| 2012年 | "刘宇昆：开启历史之人" 人物专稿                    | 《周末画报》2012年12月1日      |
| 2012年 | "科幻世界中的大国崛起" 2012年世界科幻大会见闻      | 《纽约时报》中文版网站9月      |
| 2013年 | "横跨千年的星际神话"                               | 《明日风尚》2013年5期          |
| 2017年 | "All Aboard the Bullet Train to the Future"        | Slate.com "Future Tense"       |

## 获奖记录
| 年份   | 作品                                 | 奖项                                                                                       |
| ------ | ------------------------------------ | ------------------------------------------------------------------------------------------ |
| 1997年 | 《诱饵》                             | 当年度（校园科幻故事大奖赛）一等奖                                                         |
| 2000年 | 《O》                                | 首届“庄子杯”北京高校原创科幻大奖赛 第一名                                                  |
| 2004年 | 《坟》                               | 首届高校科幻作品“原创之星”奖                                                               |
| 2005年 | 《甯川洞记》                         | 台湾奇幻艺术奖青龙奖 首奖                                                                  |
| 2012年 | 《无尽的告别》                       | 2011年度中国科幻银河奖 优秀奖                                                              |
| 2012年 | 《丽江的鱼儿们》 The Fish of Lijiang | 第二届科幻奇幻翻译奖 最佳短篇奖 Science Fiction & Fantasy Translation Award （Short Form） |
| 2012年 | 《G代表女神》                        | 第三届全球华语科幻星云奖 最佳科幻短篇金奖                                                  |
| 2012年 | 《薄码》                             | 第三届全球华语科幻星云奖 最佳科幻图书                                                      |
| 2012年 | 《薄码》                             | 第三届全球华语科幻星云奖 最佳科幻美术                                                      |
| 2012年 | N/A                                  | 第三届全球华语科幻星云奖 最佳科幻新锐作家银奖                                              |
| 2013年 | 《沙嘴之花》 The flower of Shazui    | 第三届科幻奇幻翻译奖 最佳短篇奖入围                                                        |
| 2013年 | 《荒潮》                             | 第四届全球华语科幻星云奖 最佳长篇科幻小说金奖                                              |
| 2013年 | 《动物观察者》                       | 第四届全球华语科幻星云奖 最佳短篇科幻小说银奖                                              |
| 2013年 | N/A                                  | 第四届全球华语科幻星云奖 最佳科幻新锐作家金奖                                              |
| 2013年 | 《犹在镜中》                         | 2013年度中国科幻银河奖 读者提名奖                                                          |
| 2014年 | 《荒潮》                             | 2013年度花地文学榜 类型文学（科幻）金奖                                                    |
| 2014年 | 《荒潮》                             | 2014年磨铁文化“这本小说超好看”类型文学奖年度八强                                           |
| 2014年 | 《造像者》                           | 第五届全球华语科幻星云奖 最佳短篇科幻小说银奖                                              |
| 2015年 | 《鼠年》日文版                       | 2014年SF Magazine读者票选海外部门第一名                                                    |
| 2015年 | 《鼠年》日文版                       | 日本第46届星雲賞海外短篇部门入围                                                           |
| 2015年 | 《开光》                             | 第六届全球华语科幻星云奖 最佳短篇科幻小说 金奖                                             |
| 2015年 | 《造像者》                           | 第一届科幻坐标奖最佳短篇科幻小说 亚军                                                      |
| 2016年 | 《巴鳞》                             | 第27届科幻银河奖最佳短篇小说                                                               |
| 2016年 | 《巴鳞》                             | 第7届全球华语科幻星云奖短篇小说金奖                                                        |

## 关联人物
- 刘宇昆
- 郭敬明
- 刘慈欣
- 宝树
- 飞氘